# 施托茨·博通德
施托茨·博通德（匈牙利語：Storcz Botond，1975年1月30日—），匈牙利男子皮划艇运动员。他曾代表匈牙利参加2000年和2004年夏季奥林匹克运动会皮划艇比赛，共获得三枚金牌。